# کنیسه حاداش
کنیسه حاداش، کنیسه‌ای در محله معالی‌آباد شیراز، در محلهٔ قدیمی یهودیان شیراز است.

## حوادث
در تاریخ ۴ دی ۱۳۹۶ کنیسه حاداش توسط افراد ناشناس مورد حمله قرار گرفت و کتاب‌های مقدس دعا و سِفرها و لوایح مقدس موجود در کنیسه پاره شدند.